# آدمار خاویر
آدمار خاویر (انگلیسی: Ademar Xavier؛ زادهٔ ۸ ژانویهٔ ۱۹۸۵) بازیکن فوتبال اهل برزیل است.
از باشگاه‌هایی که در آن بازی کرده‌است می‌توان به باشگاه فوتبال زیمبرو کیشیناو، باشگاه فوتبال ریو آوه، و باشگاه فوتبال ویتوریا ستوبال اشاره کرد.
وی همچنین در تیم ملی فوتبال Brazil U16 بازی کرده‌است.